# Distenia japonica yakushimana
Distenia japonica yakushimana es una subespecie de escarabajo longicornio del género Distenia, categorizada en la tribu Disteniini, de la orden Coleoptera. Fue descrita por Yokoyama en 1966.

## Descripción
Mide 19-30 mm de longitud.

## Distribución
Se distribuye por Japón.